# Lista de prefeitos de Ipueiras (Tocantins)
Esta é a lista de prefeitos e vice-prefeitos do município de Ipueiras, estado brasileiro do Tocantins.
| Nº | Nome                                                                  | Imagem         | Partido                                      | Vice-prefeito                                                              | Período do governo (duração do governo)                             | Observações                                                                         |
| -- | --------------------------------------------------------------------- | -------------- | -------------------------------------------- | -------------------------------------------------------------------------- | ------------------------------------------------------------------- | ----------------------------------------------------------------------------------- |
| —  | João Ribeiro                                                          |                | Partido da Frente Liberal PFL                | —                                                                          | 19 de dezembro de 1995 até 31 de dezembro de 1996 (1 ano e 13 dias) | Prefeito nomeado responsável por fazer a transição até a primeira eleição municipal |
| 1  | Dinorah José Costa                                                    |                | Partido Progressista Brasileiro PPB          | José Nunes, Zuza(PFL)                                                      | 1º de janeiro de 1997 até 31 de dezembro de 2000 (4 anos)           | Prefeita e vice eleitos em sufrágio universal candidata única que disputou o pleito |
| 2  | Caio Augusto Siqueira de Abreu Ribeiro (Porto Nacional, 20.09.1973–)  |                | Partido da Social Democracia Brasileira PSDB | Tertuliano Nunes da Silva Filho (Porto Nacional, 07.06.1980–)(MDB)         | 1º de janeiro de 2001 até 31 de dezembro de 2004 (4 anos)           | Prefeito e vice eleitos em sufrágio universal                                       |
| 3  | Terezinha Poincaré Andrade Costa Aguiar (Porto Nacional, 03.10.1968–) |                | Partido Progressista PP                      | Bonfim de Castro Pereira Lima (Brejinho de Nazaré, 03.01.1965–) (PP)       | 1º de janeiro de 2005 até 31 de dezembro de 2008 (4 anos)           | Prefeita e vice eleitos em sufrágio universal                                       |
| 4  | Caio Augusto Siqueira de Abreu Ribeiro                                |                | Partido da Social Democracia Brasileira PSDB | Aldecy Aires da Silva (Porto Nacional, 17.08.1968–) (PSDB)                 | 1º de janeiro de 2009 até 31 de dezembro de 2012 (4 anos)           | Prefeito e vice eleitos em sufrágio universal                                       |
| 5  | Raimundo Mariano                                                      |                | Partido Socialista Brasileiro PSB            | Hélio Carvalho dos Anjos (PSD)                                             | 1º de janeiro de 2013 até 31 de dezembro de 2016 (4 anos)           | Prefeito e vice eleitos em sufrágio universal                                       |
| 6  | Caio Augusto Siqueira de Abreu Ribeiro                                |                | Partido da Social Democracia Brasileira PSDB | José Maria Filho Soares Lemos, Zé Filho (Alvorada, 08.07.1977–) (PP)/(MDB) | 1º de janeiro de 2017 até 31 de dezembro de 2020 (4 anos)           | Prefeito e vice eleitos em sufrágio universal                                       |
| 6  | Caio Augusto Siqueira de Abreu Ribeiro                                | Democratas DEM | 1º de janeiro de 2021 até Atual              | José Maria Filho Soares Lemos, Zé Filho (Alvorada, 08.07.1977–) (PP)/(MDB) | Prefeito e vice reeleitos em sufrágio universal                     |                                                                                     |
| 7  | Raimundo Aires Neto Alves                                             |                | Progressistas PP                             | Genival Rodrigues dos Santos (REP)                                         | 1º de janeiro de 2025 até Atualidade                                | Prefeito e vice eleitos em sufrágio universal                                       |